# Ronda Alta
Ronda Alta est une ville brésilienne du Nord-Ouest de l'État du Rio Grande do Sul, faisant partie de la microrégion de Passo Fundo et située à 349 km au nord-ouest de Porto Alegre, capitale de l'État. Elle se situe à une latitude de 27° 46′ 60″ sud et à une longitude de 52° 48′ 31″ ouest, à une altitude de 450 mètres. Sa population était estimée à 9 654, pour une superficie de 426 km2.
Le lieu où se trouve aujourd'hui la commune était à l'origine une halte pour les conducteurs de bétail. Il y avait abondance de pâture et d'eau, et la configuration de l'endroit permettait de laisser les animaux libres.

## Histoire
Historiquement, le site de l'actuelle Ronda Alta servait de halte pour les conducteurs de bétail, profitant de l'abondance de pâturages et d'eau, ainsi que d'une configuration géographique favorable pour le maintien des animaux en liberté. Cette caractéristique géographique a non seulement facilité le pastoralisme, mais a aussi influencé le développement socio-économique initial de la région.
Aujourd'hui, Ronda Alta est connue pour son agriculture dynamique, notamment la culture du soja, du maïs et du blé, qui sont des piliers de l'économie locale. La ville bénéficie également d'une petite industrie, principalement agroalimentaire, qui transforme les produits de l'agriculture locale. La région autour de Ronda Alta est reconnue pour sa fertilité et ses vastes champs agricoles, ce qui en fait un centre important pour l'agriculture dans le nord-ouest du Rio Grande do Sul.
Sur le plan culturel, Ronda Alta conserve un riche héritage de ses origines comme point de rassemblement pour les éleveurs et agriculteurs. Cela se reflète dans les fêtes locales et les traditions qui célèbrent l'histoire pastorale et agricole de la ville.
Pour l'éducation et les infrastructures, Ronda Alta offre plusieurs établissements d'enseignement, de la petite enfance jusqu'au secondaire, contribuant à la formation des jeunes de la ville et des environs. La ville est également équipée de plusieurs installations sportives et de loisirs, favorisant un mode de vie sain et actif parmi ses résidents.
La gestion municipale s'efforce de promouvoir le développement durable et de soutenir l'économie locale tout en préservant l'environnement naturel qui caractérise la région. Cela inclut des initiatives pour améliorer la gestion des ressources naturelles, telles que l'eau et les espaces verts, ainsi que des efforts pour encourager le tourisme écologique et culturel.

## Villes voisines
- Três Palmeiras
- Campinas do Sul
- Jacutinga
- Quatro Irmãos
- Pontão
- Sarandi
- Rondinha
- Engenho Velho